# Municipio de Gasconade (condado de Wright)
El municipio de Gasconade (en inglés: Gasconade Township) es un municipio ubicado en el condado de Wright en el estado estadounidense de Misuri. En el año 2010 tenía una población de 1286 habitantes y una densidad poblacional de 7,34 personas por km².

## Geografía
El municipio de Gasconade se encuentra ubicado en las coordenadas 37°12′23″N 92°35′46″O / 37.20639, -92.59611. Según la Oficina del Censo de los Estados Unidos, el municipio tiene una superficie total de 175.17 km², de la cual 175,14 km² corresponden a tierra firme y (0,02 %) 0,03 km² es agua.

## Demografía
Según el censo de 2010, había 1286 personas residiendo en el municipio de Gasconade. La densidad de población era de 7,34 hab./km². De los 1286 habitantes, el municipio de Gasconade estaba compuesto por el 97,9 % blancos, el 0,31 % eran afroamericanos, el 0,31 % eran amerindios, el 0,23 % eran de otras razas y el 1,24 % eran de una mezcla de razas. Del total de la población el 0,93 % eran hispanos o latinos de cualquier raza.